# Goeppertia makoyana
Goeppertia makoyana (синоним Calathea makoyana), известно също като пауново растение или катедрални прозорци, е вид растение, принадлежащо към род Goeppertia от семейство Marantaceae, родом от Еспирито Санто, източна Бразилия.
Печелило е Наградата за градински заслуги на Кралското градинарско общество.

## Описание
Goeppertia makoyana е вечнозелено многогодишно растение, расте до 45 см, с кръгли, бледи, лъскави зелени листа. Горните повърхности на листата са маркирани с тъмнозелени петна по жилките, а долните повърхности са оцветени в наситено лилаво, с много тънки листни валове. Когато новите листа растат, те се навиват и показват розово-червените си долни страни. Подобно на други от рода, този вид има хоризонтално почвено стъбло, коренище, от което расте растението и се развиват корените.

## Приложение
Ползва се като декоративно растение, а в умерените райони често се отглежда като стайно растение.

## Отглеждане
Изисква минимална температура от 16 °C. Расте при висока влажност с температурен диапазон между 22 и 24 °C и вида е подходящ за страни от Югоизточна Азия като Сингапур.
Goeppertia makoyana трябва да бъде снабдена с груб мулч от листа, торф, пясък и почва, която трябва да се поддържа влажна през летните месеци. Течен тор трябва да се добавя на всеки 15 дни. Растението се нуждае от сянка или полусенка, тъй като не може да понася пряка слънчева светлина, защоото листата му ще станат притъпени и по-малко жизнени. Трябва да се полива с хладка вода – за предпочитане дъждовна.
В суха среда често може да бъде атакувано от червен паяк (Tetranychus urticae), който изсушава върха на листата.